# Saison 2 de Blue Bloods
Chronologie
Saison 1 Saison 3
Cet article présente le guide des épisodes de la deuxième saison de la série télévisée américaine Blue Bloods.

## Distribution de la saison

### Acteurs principaux
- Tom Selleck (VF : Jacques Frantz) : Francis « Frank » Reagan
- Donnie Wahlberg (VF : Loïc Houdré) : Daniel « Danny » Reagan
- Bridget Moynahan (VF : Françoise Cadol) : Erin Reagan-Boyle
- Will Estes (VF : Anatole de Bodinat) : Jamison « Jamie » Reagan
- Len Cariou (VF : Thierry Murzeau) : Henry Reagan
- Jennifer Esposito (VF : Malvina Germain) : Jackie Curatola (coéquipière de Danny)
- Amy Carlson (VF : Josy Bernard) : Linda Reagan (femme de Danny)[1]
- Sami Gayle (VF : Adeline Chetail) : Nicole « Nicky » Reagan-Boyle (fille de Erin Reagan-Boyle récemment divorcée)
- Tony et Andrew Terraciano (VF : Mathéo Dumond) : Jack et Sean Reagan (fils de Danny et Linda Reagan)

### Acteurs récurrents
- Nick Turturro (VF : Mark Lesser) : Sgt. Anthony Renzulli
- Abigail Hawk (VF : Catherine Cipan) : Abigail Baker
- Gregory Jbara (VF : Jean-François Kopf) : Garrett Moore, Chef Adjoint à l'Information
- David Ramsey (VF : Daniel Lobé) : Maire Carter Poole[2] (7 épisodes)
- Eric Morris (VF : Laurent Mantel) : Noble Sanfino (5 épisodes)
- Robert Clohessy (VF : Serge Blumenthal) : Sergent Gormley (5 épisodes)
- Kelli O'Hara : Lisa[3] (épisode 1)
- Tony Bennett : lui-même[4] (épisode 1)
- Carrie Underwood : elle-même[4] (épisode 1)
- Monica Raymund : Luisa Sosa[5] (épisode 3)
- Marielle Young (VF : Sandra Parra) : Christina Ruiz (épisode 4)
- John Ventimiglia (VF : Olivier Augrond) : Dino Arbogast (épisodes 5, 16, 19 et 21)
- Mara Davi (en) (VF : Patricia Piazza) : Bianca Sanfinot (épisodes 5, 9 et 16)
- Laura Campbell (VF : Sandra Parra) : Tess (épisode 5)
- Ato Essandoh (VF : Christophe Lemoine) : Révérend Potter (épisodes 6 et 18)
- Fred Weller (en) (VF : Jean-Pierre Michael) : Jacob Krystal[6] (épisodes 7, 8 et 9)
- Paul Fitzgerald (VF : Mathieu Buscatto) : Anthony Deleon (épisodes 8 et 9)
- Timothy Busfield : Charles Bynes[7] (épisode 13)
- Margaret Colin : Melanie Maines[8] (épisode 16)

### Invité
- Tony Bennett : Lui-même (épisode 1)
- Carrie Underwood : Elle-même (épisode 1)

## Diffusion
- En Belgique, la saison a été diffusée sur RTL-TVI du 31 août 2012 au 9 novembre 2012.
- Au Québec, la saison a été diffusée sur Séries+ du 22 janvier 2013 au 18 juin 2013.
- En France, la saison a été diffusée sur M6 du 4 janvier 2014 au 11 janvier 2014 puis reprise le 17 juillet 2016 jusqu'au 28 août 2016. Les quatre derniers épisodes ont été diffusés le 26 novembre 2017 sur W9.

## Épisodes

### Épisode 1:Un parfum de scandale
- États-Unis /  Canada : 23 septembre 2011 sur CBS[9] / CTV
- Belgique : 31 août 2012 sur RTL TVI[10]
- Suisse : 16 novembre 2012 sur RTS 1
- Québec : 22 janvier 2013 sur Séries+
- France : 4 janvier 2014 sur M6

- États-Unis : 12,06 millions de téléspectateurs[11]
- Canada : 1,78 million de téléspectateurs[12]

- Nick Turturro (Sgt. Anthony Renzulli)
- Abigail Hawk (Baker)
- David Ramsey (Maire Carter Poole)
- Eric Morris (Noble Sanfino)
- Tony Bennett (Lui-même)
- Carrie Underwood (Elle-même)
- Kelli O'Hara (Lisa Faragute)
- Bob Gaynor (Cole Faragute)
- Valentina de Angelis (Nikolina)
- Steve Cirbus (Kiril Farkas)
- Billy Griffith (Darrell)
- Grant Rosenmeyer (Brian)
- Katie Henney (Kate)
- Cassidy Gifford (Mandy)
- Happy Anderson (Bartender)
- Edward Furs (Super)
- Kurt McKinney (Agent Stark)
- Andhy Mendez (Billy Atwater)
- James Hosey (Boy)
- Susana Perez (Hooker)
- Marvina Vinique (Barbara Stroman)

### Épisode 2:Entre deux feux
- États-Unis /  Canada : 30 septembre 2011 sur CBS / CTV
- Belgique : 31 août 2012 sur RTL TVI
- Suisse : sur RTS 1
- Québec : 29 janvier 2013 sur Séries+
- France : 4 janvier 2014 sur M6

- États-Unis : 11,3 millions de téléspectateurs[13]
- Canada : 1,444 million de téléspectateurs[14]

- Nick Turturro (Sergent Anthony Renzulli)
- Gregory Jbara (Garrett Moore)
- Robert Clohessy (Gormley)
- Nestor Serrano (Capitaine Elwood)
- Lusia Strus (Angela Jackson)
- Eric Leviton (Rudy Jackson)
- Joe Urla (Officier Tedesco)
- David Lavine (Docteur)
- Andrea Weston (Infirmière)
- Brian Sgambati (Détective Kelsey)
- Matt DeCapua (Reporter #1)
- Gameela Wright (Reporter #2)
- Lisa Birnbaum (Jeune femme)
- Laila Robins (Mrs. Lee)
- Todd Julian (Tyler Lee)
- Alexis Suarez (Policier en uniforme)
- Reyna De Courcy (Lydia)
- John Rue (Chef de Département)
- Jane Fergus (Reporter #3)
- Ken Krugman (Homme #2)
- Nina Lafarga (Femme)

### Épisode 3:Flic ou Voyou
- États-Unis /  Canada : 7 octobre 2011 sur CBS / CTV
- Belgique : 7 septembre 2012 sur RTL TVI
- Québec : 5 février 2013 sur Séries+
- France : 4 janvier 2014 sur M6

- États-Unis : 11,29 millions de téléspectateurs[15]
- Canada : 1,673 million de téléspectateurs[16]

- Nick Turturro (Sergent Anthony Renzulli)
- Abigail Hawk (Baker)
- Gregory Jbara (Garrett Moore)
- Monica Raymund (Luisa Sosa)
- Joe Forbrich (Capitaine Dempsey)
- Jason Kolotouros (Moran)
- Will Chase (Flood)
- William Demeo (Vario)
- Nicole Sudhaus (Marlene)
- David Rossmer (Rosen)
- Julian James (Kelvin)
- Michael Rispoli (Jack Condo)
- Karen Tsen Lee (Femme)
- Jack O'Connell (Stanich)
- Victor Cruz (Technicien)
- Erica Newhouse (Amy)
- Deidre Goodwin (Administratrice Marie)
- Annika Boras (Lacy Campisi)
- Jeff Berg (Willis)
- Stephen McGahan (Amy à l'âge de 6 ans)
- Corwin Tuggles (Hakim)

### Épisode 4:Innocence
- États-Unis /  Canada : 14 octobre 2011 sur CBS / CTV
- Belgique : 7 septembre 2012 sur RTL TVI
- Québec : 12 février 2013 sur Séries+
- France : 4 janvier 2014 sur M6

- États-Unis : 11,19 millions de téléspectateurs[17]
- Canada : 1,817 million de téléspectateurs[18]

- Nick Turturro (Sergent Anthony Renzulli)
- Gregory Jbara (Garrett Moore)
- Marielle Young (Christina Ruiz)
- Stephen Litman (Darren Gorski)
- Eric Nelsen (Alex Kasper)
- Juri Henley-Cohn (Luke Avila)
- Philip Ettinger (John-John)
- Angela Reed (Mrs. Holmes)
- Albert Christmas (Sanchez)
- Tom Deckman (John Dexter)
- Billy Kay (Xavier Sardina)
- Anastasia Barzee (Elizabeth Fox)
- John Burrow (Miles Thomas)
- Megan Tusing (Stacy Vaughn)
- Samuel Ray Gates (Reporter #2)
- Therese Plaehnn (Reporter #3)
- Joe Dawson (Justin Armel)
- Jordan Leeds (Michael Sutton)
- Walter Mudu (Portier)
- Juan Castano (Preston Miller)
- Gillian Alexy (Ellen Sloan)

### Épisode 5:Une nuit en ville
- États-Unis /  Canada : 21 octobre 2011 sur CBS / CTV
- Belgique : 14 septembre 2012 sur RTL TVI
- Québec : 19 février 2013 sur Séries+
- France : 11 janvier 2014 sur M6

- États-Unis : 10,9 millions de téléspectateurs[19]
- Canada : 1,674 million de téléspectateurs[20]

- Nick Turturro (Sergent Anthony Renzulli)
- Eric Morris (Noble Sanfino)
- John Ventimiglia (Arboghast)
- Elena Hurst (Rosalita)
- Gary Wilmes (Glenn Roth)
- Nick Wesrate (Liam Keiyo)
- Laura Campbell (Tess Keiyo)
- Ricky Garcia (Conducteur du Cargo)
- Maya Days (Sergent Donner)
- Blake Segal (Chauffeur #2)
- Devon Malik Bedford (Nettoyeur)
- Carly Sullivan (Masseuse)
- Mara Davi (Bianca)
- Al Sapienza (Phil Sanfino)
- Nedra McClyde (Employé)
- Michael Borelli (Richie)
- Tim Intravia (Waiter)

Jamie est contacté par Noble. Il est invité pour un dîner chez l'une des grandes familles mafieuses, dirigée par Phil Sanfino, qui veut le remercier d'avoir sauvé la vie de Noble. Après consultation avec Franck, Jamie accepte une mission sous couverture auprès de son supérieur Artboghast, acceptant les risques qui en découlent.

### Épisode 6:Noir et bleu
- États-Unis /  Canada : 4 novembre 2011 sur CBS / CTV
- Belgique : 14 septembre 2012 sur RTL TVI
- Québec : 26 février 2013 sur Séries+
- France : 11 janvier 2014 sur M6

- États-Unis : 12,73 millions de téléspectateurs[21]
- Canada : 1,995 million de téléspectateurs[22]

- Abigail Hawk (Baker)
- Nick Turturro (Sergent Anthony Renzulli)
- Gregory Jbara (Garrett Moore)
- David Ramsey (Maire Carter Poole)
- Ato Essandoh (Révérend Darnell Potter)
- Jason Griffith (Suit)
- Ohene Cornelius (Black Man)
- Grom Reaper Q (Nathan Earring Bradley)
- Kevin Chew (Policier en uniforme)
- Luke Forbes (Jefferson)
- Raquel Almazan (Jefferson)
- Matthew Rauch (Lawrence Skolnick)
- John Rue (Chef de Département)
- Danny Johnson (Capitaine de l'ESU)
- Rob Morgan (Homme dans la foule)
- Blanchard Ryan (Reporter)
- Dimitri Meskouris (Henry Hartens)
- Clinton Lowe (Omar)
- Ananias Dixon (Wendall)
- Anthony Mangano (Détective)
- Tobias Truvillion (Otto)
- Simon Maclean (Attorney Maxwell)
- Gameela Wright (TV Reporter Lucinda)
- Brian Fuqua (Reporter # 2)
- Brigitte Viellieu-Davis (Reporter # 3)

### Épisode 7:Cœurs solitaires
- États-Unis /  Canada : 11 novembre 2011 sur CBS / CTV
- Belgique : 21 septembre 2012 sur RTL TVI
- Québec : 5 mars 2013 sur Séries+
- France : 11 janvier 2014 sur M6

- États-Unis : 11,3 millions de téléspectateurs[23]
- Canada : 1,506 million de téléspectateurs[24]

- Abigail Hawk (en) (Baker)
- Gregory Jbara (Garrett Moore)
- Robert Clohessy (Sergent Gormley)
- Fred Weller (en) (Jacob Krystal)
- Roe Hartrampf (Bryan Parker)
- Jordan Baker (Chelsey Parker)
- Tom Mason (Rick)
- Asa Somers (Frank)
- Matthew Porretta (Député Albom)
- Rachael Emrich (Stacy Fryman)
- James Russell (Desk Clerk)
- Selenis Leyva (MLI)
- Griffin Newman (Informaticien)
- Frank de Julio (David)
- Ned Eisenberg (Sandy)
- Marnie Schulenburg (Coréen)
- Dared Wright (John # 1)
- Rege Lewis (Gérant du complexe)

### Épisode 8:Thanksgiving
- États-Unis /  Canada : 18 novembre 2011 sur CBS / CTV
- Belgique : 21 septembre 2012 sur RTL TVI
- Québec : 12 mars 2013 sur Séries+
- France : 11 janvier 2014 sur M6

- États-Unis : 12,41 millions de téléspectateurs[25]
- Canada : 1,66 million de téléspectateurs[26]

- Abigail Hawk (Baker)
- Nick Turturro (Sergent Anthony Renzulli)
- Gregory Jbara (Garrett Moore)
- David Ramsey (Maire Poole)
- Fred Weller (Jacob Krystal)
- Paul Fitzgerald (Anthony Deleon)
- Babak Tatfi (Hafiz Demir)
- Sakina Jaffrey (Mrs. Demir)
- Patricia Kalember (Dr. Keller)
- Chris Stack (Kurt Freelander)
- Jon DeVries (Mr. Freelander)
- Leslie Lyles (Mrs. Freelander)
- Nick Gehlfuss (Jimmy the Bookie)
- Stuart Rudin (Sans-abri)
- Matthew Dunehoo (Sans-abri #2)
- Lyndsey Anderson (Sans-abri #3)

### Épisode 9:Dangereuse promenade
- États-Unis /  Canada : 2 décembre 2011 sur CBS / CTV
- Belgique : 28 septembre 2012 sur RTL TVI
- Québec : 19 mars 2013 sur Séries+
- France : 17 juillet 2016 sur M6

- États-Unis : 11,05 millions de téléspectateurs[27]
- Canada : 1,781 million de téléspectateurs[28]

- Abigail Hawk (Baker)
- Eric Morris (Noble Sanfino)
- Fred Weller (Jacob Krystal)
- Teddy Sears (Sam Croft)
- Aaron Lohr (Tommy Barrone, Jr.)
- Bobby Guarino (Siwicki)
- Norbert Leo Butz (Détective Kramer)
- Ryan Farrell (Courtier #1)
- Marshall Elliott (Courtier #2)
- Tom Lipinski (Johnny Tesla)
- Mara Davi (Bianca Sanfino)
- Dan Grimaldi (Tommy Barrone, Sr.)
- Paul Fitzgerald (Détective Deleon)
- Tadashi Mitsui (Homme d'affaires japonais)
- James Coll (Officier de l'ESU)

### Épisode 10:Les Risques du métier
- États-Unis /  Canada : 6 janvier 2012 sur CBS / CTV
- Belgique : 28 septembre 2012 sur RTL TVI
- Québec : 26 mars 2013 sur Séries+
- France : 24 juillet 2016 sur M6

- États-Unis : 11,34 millions de téléspectateurs[29]
- Canada : 1,728 million de téléspectateurs[30]

- Abigail Hawk (Baker)
- Nick Turturro (Sergent Anthony Renzulli)
- Gregory Jbara (Garrett Moore)
- Tygagi Schwartz (Ray Milo)
- Gino Cafarelli (Tony - Hard Hat 1)
- Alan R. Rodriguez (Franco - Hard Hat 2)
- Jack O'Connell (Stanich)
- Roxanna Hope (Jenna Milo)
- Adam Scarimbolo (Billy Reese)
- Neal Lerner (Jerry Randall)
- Josh Tower (Lieutenant)
- Robert Funaro (Capitaine Browne)
- Jay Patterson (Dennis Driscoll)
- Marnie Schulenburg (Coreen)
- Kelly Aucoin (Jack Cavanaugh)
- Robert Bogue (Parker)
- Max Maslow (Fils d'Angela)
- Beth Dzuricky (Femme)
- Ben Yannette (Office Acosta)
- Mike Houston (Policier)
- Jeffrey Parrillo (Cadet)

### Épisode 11:L'Uniforme
- États-Unis /  Canada : 13 janvier 2012 sur CBS / CTV
- Belgique : 5 octobre 2012 sur RTL TVI
- Québec : 2 avril 2013 sur Séries+
- France : 31 juillet 2016 sur M6

- États-Unis : 12,08 millions de téléspectateurs[31]
- Canada : 1,843 million de téléspectateurs[32]

- Abigail Hawk (Baker)
- Nick Turturro (Sergent Anthony Renzulli)
- Gregory Jbara (Garrett Moore)
- Rebecca Gibel (Beatrice)
- Tom Mardirosian (Connie / Constantin Markos)
- Victor Cruz (Flores)
- Alfredo Narciso (Détective Montero)
- Marco Verna (Karantanos)
- Joe Forbrich (Capitaine de l'ESU)
- Dave T. Koenig (Larry)
- Chris Gombos (Joey Sava)
- Tom Pelphrey (Mike Galatis)
- TaiVon McKinney (Officier Smith)
- Bill Buell (Ralph)
- Matt Walton (Kevin Schmidt)
- Izzy Ruiz (Uni 1)
- Rodney Smith (Uni 2)
- Alberto Vazquez (Super)
- Brian Sgambati (Détective)

### Épisode 12:Où étiez-vous le 11 septembre?
- États-Unis /  Canada : 3 février 2012 sur CBS / CTV
- Belgique : 5 octobre 2012 sur RTL TVI
- Québec : 9 avril 2013 sur Séries+
- France : 31 juillet 2016 sur M6

- États-Unis : 11,44 millions de téléspectateurs[33]
- Canada : 1,71 million de téléspectateurs[34]

- Abigail Hawk (Baker)
- Gregory Jbara (Garrett Moore)
- F. Murray Abraham (Leon Goodwin)
- C.J. Wilson (Bruce Richmond)
- Tim Hopper (Carl Patrick)
- Drew Beasley (Dylan Rivano)
- Molly Price (Hollie Rivano)
- Mitchell McGuire (John McKenna)
- Maureen Mueller (Molly McKenna)
- Brian Haley (en) (Wayne Rivano)
- Richard Busser (Employé du Département Sanitaire de New-York)
- Regan Mizrahi (Wyatt Richmond)
- Paul Woodburn (Capitaine)
- Anthony Mangano (Détective)
- Darby Totten (Femme)

Alors que Danny rentre à la maison avec sa famille en voiture, il percute un homme poursuivi par un homme armé. Ce dernier tire sur Danny qui tente de secourir l'homme poursuivi. Danny doit alors faire face au traumatisme de Linda et de ses fils qui ont été frôlés par la balle et mener l'enquête pour retrouver le tireur. 

### Épisode 13:Les Voix du Seigneur
- États-Unis /  Canada : 10 février 2012 sur CBS / CTV
- Belgique : 12 octobre 2012 sur RTL TVI
- Québec : 16 avril 2013 sur Séries+
- France : 7 août 2016 sur M6

- États-Unis : 11,82 millions de téléspectateurs[35]
- Canada : 1,858 million de téléspectateurs[36]

- Abigail Hawk (Baker)
- Timothy Busfield (Charles Bynes)
- Aubrey Dollar (Sandy Huffman)
- Toni D'Antonio (Consula)
- James Rebhorn (Archbishop McGovern)
- Dominic Comperatore (Monsegneur Lauro Ferraro)
- Bryan Scott Johnson (Détective Paul Collins)
- James Murtaugh (Détective Loggia)
- Amy Hargreaves (Dr Karen Folson)
- Saidah Arrika Ekulona (Leslie Fuller O.R. Pharm.)
- John Finn (David Cummings)
- Selenis Leyva (Assistant Médecin-Légiste Craig)

### Épisode 14:Ce qu'on fait pour eux
- États-Unis /  Canada : 17 février 2012 sur CBS / CTV
- Belgique : 12 octobre 2012 sur RTL TVI
- Québec : 23 avril 2013 sur Séries+
- France : 7 août 2016 sur M6

- États-Unis : 10,81 millions de téléspectateurs[37]
- Canada : 1,791 million de téléspectateurs[38]

- Abigail Hawk (Baker)
- Gregory Jbara (Garrett Moore)
- David Ramsey (Maire Poole)
- Benton Greene (Tomb's Officer)
- Matthew Decapua (Reporter 1)
- Gameela Wright (Reporter 2)
- Matthew Rauch (Skolnick)
- Adrienne Williams (Juge Bryant)
- Christina Jackson (Ariel Winston)
- Frank Spagnolo (Officier du tribunal)
- James Holloway (Officer Caminitti)
- Josh Joya (Manny Ortiz)
- Kal Parekh (Dr. Pruit)
- Manny Perez (Mr. Ortiz)
- Patricia Rae (Mrs. Ortiz)
- La Tanya Hall (Sabine Winston)
- Michael Emery (Phil Daelman)
- Theo Stockman (Timothy Abbey)
- Stewart J. Zully (Chef Donovan)
- Victor Pagan (Jose Duran)

### Épisode 15:Le Spectre
- États-Unis /  Canada : 24 février 2012 sur CBS / CTV
- Belgique : 19 octobre 2012 sur RTL TVI
- Québec : 30 avril 2013 sur Séries+
- France : 14 août 2016 sur M6

- États-Unis : 11,35 millions de téléspectateurs[39]
- Canada : 1,675 million de téléspectateurs[40]

- Abigail Hawk (Baker)
- Nick Turturro (Sergent Renzulli)
- Gregory Jbara (Garrett Moore)
- Robert Clohessy (Sergent Gormley)
- Richard Gallagher (Technicien)
- Albert Jones (Roland Gates)
- Yancey Arias (Jose Cruz)
- Joshua Torrez (David Fernandez)
- Steve Greenstein (Propriétaire)
- Babs Olusanmokun (Fantôme)
- Priscilla Lopez (Mrs. Fernandez)
- RJ Foster (Bartender)
- Don Wallace (Nelson Ortiz)
- Jaden Harmon (Derek)
- Tituss Burgess (Prêtre)
- Michael Quinlan (Journaliste)
- Tatiana Fulmer (Shanna Gates)
- John Earl Jelks (Ray Bell)

### Épisode 16:Sur le fil
- États-Unis /  Canada : 2 mars 2012 sur CBS / CTV
- Belgique : 19 octobre 2012 sur RTL TVI
- Québec : 7 mai 2013 sur Séries+
- France : 21 aout 2016 sur M6

- États-Unis : 11,47 millions de téléspectateurs[41]
- Canada : 1,681 million de téléspectateurs[42]

- Abigail Hawk (Baker)
- Gregory Jbara (Garrett Moore)
- Eric Morris (Noble Sanfino)
- Jim Nuciforo (Lui-même)
- Mara Davi (Bianca Sanfino)
- Margaret Colin (Melanie Maines)
- Tom Wopat (Craig Iverson)
- Leslie Denniston (Joan)
- Peter Davenport (Serveur)
- John Ventimiglia (Arbogast)
- Tino Sutras (Carlos - Homme à l'acide)
- Anthony Mangano (Detective)
- George Hampe (Portier)
- Al Sapienza (Phil Sanfino)
- Will Rogers (Owen)
- T. Ryder Smith (Miles Dreksler)
- Jeremy Rishe (Nevermind)
- Zabryna Guevara (Angela)
- Shawn Michael (Bobby)

### Épisode 17:Le Ballon et le Bonnet
- États-Unis /  Canada : 9 mars 2012 sur CBS / CTV
- Belgique : 26 octobre 2012 sur RTL TVI
- Québec : 14 mai 2013 sur Séries+
- France : 28 août 2016 sur M6

- États-Unis : 11,01 millions de téléspectateurs[43]
- Canada : 1,721 million de téléspectateurs[44]

- Abigail Hawk (Baker)
- Christina Brucato (Ann Delamar)
- Peter Rini (Roger Kelly)
- Aunjanue Ellis (Sylvia Marshall)
- Stephen McKinley Henderson (Juge Haywood)
- Ellen Parker (Mrs. Polanski)
- John Rothman (Walter Harris)
- Jayne Atkinson (Sharon Harris)
- Tom Riis Farrell (Fred Rosebrock)
- Graham Winton (Monroe)
- Irene Doudonis (Employé)
- Jay O. Sanders (Jimmy Reagan)
- Jo Jones (Ian Cameron)

### Épisode 18:Consensus
- États-Unis /  Canada : 30 mars 2012 sur CBS / CTV
- Belgique : 26 octobre 2012 sur RTL TVI
- Québec : 21 mai 2013 sur Séries+
- France : 26 novembre 2017 sur W9

- États-Unis : 10,72 millions de téléspectateurs[45]
- Canada : 1,699 million de téléspectateurs[46]

- Abigail Hawk (Baker)
- Gregory Jbara (Garrett Moore)
- David Ramsey (Maire Carter Poole)
- Ato Essandoh (Reverend Potter)
- Isaiah Stokes (Leader)
- Joseph Costa (Pharmacien)
- Tarik Lowe (Cambrioleur #1/Terrence Banks)
- Dennis Johnson (Cambrioleur #2)
- Benton Greene (Policier en uniforme)
- Lauren Kelly (Diane)
- Jacqueline Torres (Maria De La Cruz)
- K.C. Hughes (Amy)
- J.D. Williams (Benjamin Banks)
- Afton Williamson (Officier Perez)
- Jeremy Beiler (Technicien)
- Romell Witherspoon (Matt Cunningham)
- Aldous Davidson (Jimmy the Sketch Artist)
- Renzo Rios (Busboy)
- J. Santiago (Propriétaire du Bodega)
- Mara Measor (Chelsea)

### Épisode 19:Jouer le héros
- États-Unis /  Canada : 6 avril 2012 sur CBS / CTV
- Belgique : 2 novembre 2012 sur RTL TVI
- Québec : 28 mai 2013 sur Séries+
- France : 26 novembre 2017 sur W9

- États-Unis : 10,92 millions de téléspectateurs[47]
- Canada : 1,752 million de téléspectateurs[48]

- Abigail Hawk (Baker)
- Nick Turturro (Sergent Renzulli)
- Gregory Jbara (Garrett Moore)
- Robert Clohessy (Sergent Gormley)
- John Ventimiglia (Arboghast)
- Charlie Tahan (Michael Keenan)
- Kate Hodge (Theresa Keenan)
- Edward Manley (Edward Keenan)
- Frank Deal (Détective Alan Batali)
- Jennifer Restivo (Médecin-Légiste Laura Trent)
- David Bishins (Inspecteur Reid)
- Chance Kelly (Dillon Carney)
- Onika Day (Urgentiste)
- David Fierro (Super/Man)
- Orlagh Cassidy (Anne Carter)
- Cate Bottiglione (Mme Renzulli)
- Drew Bongianni (Lieutenant du 2-7)
- Ivette Dumeng (Jeune mère)
- Michael Quinlan (Jim Beresford)
- Douglas J. Aguirre (Officier du stand de tir)

### Épisode 20:Justice de femmes
- États-Unis /  Canada : 27 avril 2012 sur CBS / CTV
- Belgique : 2 novembre 2012 sur RTL TVI
- Québec : 4 juin 2013 sur Séries+
- France : 26 novembre 2017 sur W9

- États-Unis : 10,47 millions de téléspectateurs[49]
- Canada : 1,623 million de téléspectateurs[50]

- Gregory Jbara (Garrett Moore)
- David Ramsey (Maire Carter Poole)
- Robert Clohessy (Sergent Gormley)
- Nicole Lewis (Employé du tribunal)
- Bob Dishy (Juge)
- Noel Joseph Allain (Boris Ostrovsky)
- Misha Kuznetzov (Uri Denko)
- Gameela Wright (Présentateur)
- Alexia Rasmussen (Sophia Babikov)
- Berto Colon (Détective Torres)
- Chris Cardona (Réparateur)
- Stephen Reich (Agent Schilling de l'ATF)
- Alice Barden (Avocat de la défense)
- Daryl Embry (Journaliste)
- Syd Diesel (Officier du Tribunal)

### Épisode 21:Fight Club
- États-Unis /  Canada : 4 mai 2012 sur CBS / CTV
- Belgique : 9 novembre 2012 sur RTL TVI
- Québec : 11 juin 2013 sur Séries+
- France : 26 novembre 2017 sur W9

- États-Unis : 10,36 millions de téléspectateurs[51]
- Canada : 1,519 million de téléspectateurs[52]

- Gregory Jbara (Garrett Moore)
- John Ventimiglia (Arboghast)
- Eric Morris (Noble Sanfino)
- Frank Whaley (Mickey Heller)
- Selenis Leyva (Assistant Médecin-Légiste Craig)
- Billy Magnussen (Rand Hilbert)
- Casey Siemaszko (Josh Thorp)
- Marc Kudisch (Terry Longacre)
- Dennis Boutsikaris (Jack Quayle)
- Richard Bekins (Scott Gibson)
- Brett Dalton (Phillip Gibson)
- Slate Holmgren (Bob)
- Shannon Marie Sullivan (Brooke)
- Sarah Wilson (Sara Allen)
- Juney Smith (Portier)
- Adrienne Moore (Infirmière)
- Michael Wieser (Ray)
- Todd Faulkner (Technicien du TARU)
- Cezar Williams (Détective)
- Liche Ariza (Vendeur)
- Mahira Kakkar (Docteur)
- Jim Nuciforo (Lui-même)

Alors que Danny et Jackie sont dans la salle d'attente d'un hôpital, un homme s'écroule et meurt. La victime est Phil Gibson et travaillait dans la finance. L'enquête va mener Danny et Jackie dans le monde des combats illégaux.

### Épisode 22:Secrets et Mensonges
- États-Unis /  Canada : 11 mai 2012 sur CBS[53] / CTV
- Belgique : 9 novembre 2012 sur RTL TVI
- Québec : 18 juin 2013 sur Séries+
- France : 26 novembre 2017 sur W9

- États-Unis : 10,73 millions de téléspectateurs[54]
- Canada : 1,619 million de téléspectateurs[55]

- Abigail Hawk (Détective Abigail Baker)
- Nick Turturro (Sergent Renzulli)
- Gregory Jbara (Garrett Moore)
- David Ramsey (Maire Carter Poole)
- Leo Fitzpatrick (Leo Packer)
- Aisha de Haas (Traffic Agent)
- John Rue (Chef de Département)
- Jim Nuciforo (lui-même)
- Stewart J. Zully (Sous-Secretaire Price)
- David Fonteno (Chef du Renseignement du NYPD)
- Joe Lisi (Chef du Contre-Terrorisme du NYPD)
- Wrenn Schmidt (Anna Goodwin)
- Karen Ludwig (Leslie - Mère de Keith)
- Blanchard Ryan (Reporter)
- Rodrigo Lopresti (Keith Daley)
- Rory Duffy (Officier Calica)
- Mike Houston (Officier Mowery)
- Connor Gibbons (Patrick)
- Lindsay Torrey (Robin)
- Larry Pine (Chirurgien en chef du NYPD)
- Peter Bockman (Prêtre)
- Barbara Galella (Paroissien #1)
- Joseph A. Testa (Paroissien #2)
- Theresa Quadorozzi (Reporter #2)